# Monica Aspelund
Monica Helena Aspelund-Holm, född 16 juli 1946 i Vasa, är en finländsk schlagersångerska.
Aspelund är från en musikalisk familj. Hon började sjunga och dansa från en tidig ålder och spelade in sin första singel 1960. Låten "Katso, kenguru loikkaa" var en barnvisa. Hon spelade därefter in flera covers på finska av internationella hitlåtar, som "Tahdon kaikki kirjeet takaisin" ("I'm Gonna Knock on Your Door" - Eddie Hodges/ 1961), "Lady Sunshine ja Mister Moon" ("Lady Sunshine and Mister Moon" – Conny Froboess/ 1962) och "En Ilman Häntä Olla" ("I Couldn't Live Without Your Love" – Petula Clark/ 1966). Hennes debutalbum Valkoiset laivat – Sininen meri gavs ut 1974 på uppdrag av Silja Line. Sångaren Kai Lind medverkade på albumet. Under 1970-talet samarbetade hon med musikern Aarno Raninen och tillsammans gav de ut albumet Monica ja Aarno Ranisen orkesteri 1975. Samma år gav hon ut albumet Credo – minä uskon tillsammans med systern Ami Aspelund.
Under en kort period, 1973–1974, var Aspelund medlem i gruppen Family Four där hon efterträdde Marie Bergman.
Aspelund deltog 1976 i den finska uttagningen till Eurovision Song Contest med låten "Joiku" och kom på en sjätteplats. Hon återkom året därpå med låten "Lapponia" och vann. I Eurovision Song Contest samma år kom hon på en tiondeplats med 50 poäng. Trots den medelmåttiga placeringen blev låten en framgång i Finland och Sverige och släpptes som singel på flera språk, bland annat engelska och franska. Hon tävlade sedan med bidraget "Kultaa hopeaa" i Intervision Song Contest 1978.

## Diskografi
- Valkoiset laivat – Sininen meri (1974)
- Monica ja Aarno Ranisen orkesteri (1975)
- Credo – minä uskon (1975)
- Lapponia (1977)
- En karneval (1978)
- Laulut ne elämää on (1979)
- Valentino’s Day (1979)